# Kimberley Morrison
Kimberley Morrison (* 27. Dezember 1987 in North Norfolk) ist eine britische Duathletin und Triathletin. 

## Werdegang

### Triathlon-Profi seit 2015
Im März 2016 konnte Kimberley Morrison auf der Mitteldistanz in Argentinien den Ironman 70.3 Buenos Aires gewinnen. Sie wird trainiert von Mark Pierce.
Bei ihrem ersten Start auf der Ironman-Distanz belegte sie im September 2017 in Spanien mit der damals vierzehnt-schnellsten Zeit einer britischen Athletin den fünften Rang.
Kimberley Morrison lebt in ihrem Geburtsort North Norfolk.

### Sportliche Erfolge
| Datum/Jahr    | Rang | Wettbewerb                                                    | Austragungsort   | Zeit     | Bemerkung                                                                                     |
| ------------- | ---- | ------------------------------------------------------------- | ---------------- | -------- | --------------------------------------------------------------------------------------------- |
| 11. Apr. 2021 | 5    | Ironman 70.3 Texas                                            | Galveston Island |          |                                                                                               |
| 6. Dez. 2020  | 13   | PTO Professional Triathletes Organisation World Championships | Daytona Beach    | 03:36:31 | PTO-Weltmeisterschaft (2 km Schwimmen, 80 km Radfahren und 18 km Laufen)                      |
| 8. Juli 2018  | 2    | Ironman 70.3 Jönköping                                        | Jönköping        | 04:19:56 |                                                                                               |
| 30. Juni 2018 | 1    | Ironman 70.3 Lahti                                            | Lahti            | 04:21:53 | Erstaustragung                                                                                |
| 3. Juni 2018  | 7    | Challenge – The Championship                                  | Šamorín          | 04:19:19 | Challenge World Championships; hinter Lucy Charles                                            |
| 8. Apr. 2018  | 4    | Ironman 70.3 Texas                                            | Galveston Island | 04:11:40 |                                                                                               |
| 2. Feb. 2018  | 6    | Ironman 70.3 Dubai                                            | Dubai            | 04:16:20 |                                                                                               |
| 9. Juli 2017  | 3    | Ironman 70.3 Jönköping                                        | Jönköping        | 04:24:24 |                                                                                               |
| 18. Juni 2017 | 3    | Ironman 70.3 Staffordshire                                    | Staffordshire    | 04:40:14 |                                                                                               |
| 3. Juni 2017  | 6    | Challenge – The Championship                                  | Šamorín          | 04:22:30 | Challenge World Championship                                                                  |
| 2. Apr. 2017  | 1    | Ironman 70.3 Texas                                            | Galveston Island | 04:15:40 |                                                                                               |
| 12. März 2017 | 2    | Ironman 70.3 Buenos Aires                                     | Buenos Aires     | 04:18:29 |                                                                                               |
| 4. Sep. 2016  | 9    | ETU Middle Distance Triathlon European Championships          | Walchsee         | 04:36:51 | Europameisterschaft auf der Halbdistanz mit Sieg im Rahmen der Challenge Walchsee-Kaiserwinkl |
| 10. Juli 2016 | 3    | Ironman 70.3 Jönköping                                        | Jönköping        | 04:25:20 | Dritte bei der Erstaustragung                                                                 |
| 12. Juni 2016 | 2    | Ironman 70.3 Staffordshire                                    | Staffordshire    | 04:35:47 | Zweite hinter Lucy Gossage                                                                    |
| 5. März 2016  | 1    | Ironman 70.3 Buenos Aires                                     | Buenos Aires     | 04:20:43 |                                                                                               |
| 9. Aug. 2015  | 8    | GBR Triathlon National Championships                          | London           | 02:07:36 | Nationale Triathlon-Meisterschaft Elite                                                       |

| Datum/Jahr    | Rang | Wettbewerb        | Austragungsort | Zeit     | Bemerkung                                      |
| ------------- | ---- | ----------------- | -------------- | -------- | ---------------------------------------------- |
| 5. Sep. 2021  | 14   | Challenge Roth    | Roth           | 09:11:20 | verkürzte Raddistanz                           |
| 3. Aug. 2019  | 3    | Ironman Tallinn   | Tallinn        | 09:04:23 |                                                |
| 28. Apr. 2018 | 8    | Ironman Texas     | The Woodlands  | 08:50:59 | mit persönlicher Bestzeit – verkürzter Radkurs |
| 30. Sep. 2017 | 5    | Ironman Barcelona | Calella        | 09:12:49 | erster Ironman-Start                           |

| Datum/Jahr   | Rang | Wettbewerb                                 | Austragungsort                | Zeit     | Bemerkung               |
| ------------ | ---- | ------------------------------------------ | ----------------------------- | -------- | ----------------------- |
| 30. Mai 2014 | 13   | GBR Sprint Duathlon National Championships | Rockingham (Northamptonshire) | 01:03:39 | Nationale Meisterschaft |